# Miloslav Blahník
Miloslav Blahník (* 22. prosince 1927 Plzeň – 15. prosince 2017) byl český a československý generál, náčelník generálního štábu ČSLA, politik Komunistické strany Československa a poslanec Sněmovny národů Federálního shromáždění za normalizace.

## Biografie
Od roku 1950 byl důstojníkem československé armády. Od 2. poloviny 50. let působil na operační správě Generálního štábu. V období let 1962–1968 byl nasazen u 4. tankové divize v Havlíčkově Brodě, zpočátku coby náčelník operačního oddělení, posléze jako náčelník štábu divize. Absolvoval Vojenskou akademii Generálního štábu ozbrojených sil SSSR K. J. Vorošilova v Moskvě a v roce 1970 se stal náčelníkem štábu 1. armády. Od roku 1971 byl velitelem 1. armády. V roce 1975 pak dosáhl postu zástupce náčelníka Generálního štábu. Od listopadu 1979 do října 1987 působil na postu náčelníka generálního štábu ČSLA a zároveň byl prvním zástupcem Ministra národní obrany ČSSR a členem Rady obrany státu. V roce 1980 byl povýšen do hodnosti generálplukovníka. Po odchodu z postu náčelníka generálního štábu pracoval v Moskvě coby zástupce náčelníka štábu spojených ozbrojených sil členských států Varšavské smlouvy. Do zálohy odešel roku 1990.
Angažoval se i politicky. XVI. sjezd KSČ ho zvolil za člena Ústředního výboru KSČ. Ve funkci ho potvrdil XVII. sjezd KSČ. V roce 1977 získal Řád práce. Po volbách roku 1976 zasedl do české části Sněmovny národů (volební obvod č. 50 - Brno-venkov, Jihomoravský kraj). Křeslo ovšem nabyl až dodatečně v říjnu 1979 po doplňovacích volbách. Mandát získal opět ve volbách roku 1981 (obvod Brno-venkov) a volbách roku 1986 (obvod Hodonín). Ve Federálním shromáždění setrval do prosince 1988, kdy rezignoval na svůj mandát.

## Vyznamenání
- Řád práce 1977, číslo matriky 5663[9]
- Řád rudé hvězdy
- Medaile Za službu vlasti
- Vyznamenání Za zásluhy o obranu vlasti
- Pamětní medaile 40. výročí osvobození ČSSR
- Medaile Za upevňování přátelství ve zbrani[10], I. stupeň
- Pamětní medaile k 25. výročí Vítězného února